# Phú Đông, Ba Vì
Phú Đông là một xã thuộc huyện Ba Vì, thành phố Hà Nội, Việt Nam.
Xã Phú Đông có diện tích 3,62 km², dân số năm 1999 là 4670 người, mật độ dân số đạt 1290 người/km².
Phía tây nam xã Phù Đông là xã Thái Hòa, phía tây bắc là xã Phong Vân, phía bắc là xã Cổ Đô, phía đông là xã Vạn Thắng, Ba Vì. Phù Đông hiện gồm các thôn làng Tân Phong (xưa là Cổ Pháp tổng Thanh Mai huyện Tiên Phong phủ Quảng Oai tỉnh Sơn Tây), Tuấn Xuyên, Đông Phù, Vân Thịnh, Đông Lâu. Đầu thế kỷ 19 tổng Thanh Mai huyện Tiên Phong phủ Quảng Oai trấn Sơn Tây gồm các làng xãː Thanh Mai (kẻ Mơ), Trạch Mi, Trạch Mi Trù, Cổ Pháp (kẻ Pháp), Tuấn Xuyên, Vân Hội (kẻ Đối). Đến đầu thế kỷ 20, theo Ngô Vi Liễn, tổng Thanh Mai phủ Quảng Oai tỉnh Sơn Tây gồm các xãː Cổ Pháp, Hậu Trạch (tức Trạch Mi), Mai Trại (tức Thanh Mai), Nhuận Trạch (tức Trạch Mi Trù), La Xuyên, Tuấn Xuyên, Vân Hội, Quang Ngọc. Ngày nay, các làng Cổ Pháp (nay đổi là Tân Phong), Tuấn Xuyên, Vân Hội (Phong Vân, Ba Vì), nằm ở phần phía tây tổng Thanh Mai xưa, hiện thuộc xã Phú Đông và xã Phong Vân, còn các làng Hậu Trạch, Mai Trại, Nhuận Trạch, La Xuyên thuộc xã Vạn Thắng, Ba Vì. Đầu thế kỷ 15, trên vùng đất tổng Thanh Mai, nhà Hồ cho xây dựng tòa thành Đa Bang căn cứ phòng thủ trọng yếu chống nhà Minh.